# Volta ao Algarve de 1994
A 20.ª edição da Volta ao Algarve teve lugar de 11 de abril a 17 de abril de 1994.

## Generalidades
- A velocidade média desta volta é de km h.

## As etapas
| Etapa      | Localidades | km | Vencedor                | Segundo | Terceiro | Duração         | Velocidade média | Líder da geral  |
| 1. ª etapa | -           |    | Manuel Liberato         |         |          | X h XX min XX S | XX,XXX km h      | Manuel Liberato |
| 2. ª etapa | -           |    | Federico Muñoz Colômbia |         |          | X h XX min XX S | XX,XXX km h      |                 |
| 3. ª etapa | -           |    | Stancho Stanchev        |         |          | X h XX min XX S | XX,XXX km h      |                 |
| 4. ª etapa | -           |    | Vítor Gamito            |         |          | X h XX min XX S | XX,XXX km h      |                 |
| 5. ª etapa | -           |    | Paulo Pinto             |         |          | X h XX min XX S | XX,XXX km h      |                 |
| 6. ª etapa | -           |    | Peter Petrov            |         |          | X h XX min XX S | XX,XXX km h      |                 |
| 7. ª etapa | -           |    | Vítor Gamito            |         |          | X h XX min XX S | XX,XXX km h      | Vítor Gamito    |
| 8. ª etapa | -           |    | Valeri Baturo Rússia    |         |          | X h XX min XX S | XX,XXX km h      | Vítor Gamito    |

## Classificação geral
| \| 1. Vítor Gamito \| X h XX min XX S \| \| \| \| 2. Cândido Barbosa \| a X min XX S \| \| \| \| 3. Federico Muñoz Colômbia \| a X min XX S \| \| \| \| 4. Joaquim Adrego Andrade \| a X min XX S \| \| \| \| 5. António Pinto \| a X min XX S \| \| \| \| 6. José Azevedo \| a X min XX S \| \| \| \| 7. Manuel Abreu \| a X min XX S \| \| \| |                 |  |  |
| 1. Vítor Gamito | X h XX min XX S |  |  |
| 2. Cândido Barbosa | a X min XX S    |  |  |
| 3. Federico Muñoz Colômbia | a X min XX S    |  |  |
| 4. Joaquim Adrego Andrade | a X min XX S    |  |  |
| 5. António Pinto | a X min XX S    |  |  |
| 6. José Azevedo | a X min XX S    |  |  |
| 7. Manuel Abreu | a X min XX S    |  |  |

## Classificações Secundárias
| Classificação por pontos          | Cândido Barbosa         |
| Classificação do melhor escalador | Federico Muñoz Colômbia |
| Classificação da melhor equipa    | Maia-Jumbo              |

## Lista das equipas
| Kelme      | Sicasal-Acral  | Selecção Nacional Espanhola |
|            |                |                             |
| Maia-Jumbo | Recer/Boavista | Santa Clara-Samara          |
|            |                |                             |
|            |                |                             |